# Olympische Sommerspiele 1972/Segeln
Bei den XX. Olympischen Sommerspielen 1972 in München fanden sechs Wettkämpfe im Segeln statt. Austragungsort der Segelwettkämpfe war vom 29. August bis 8. September 1972 das im Kieler Ortsteil Schilksee gelegene Olympiazentrum an der Kieler Förde.

## Wettbewerbe und Zeitplan

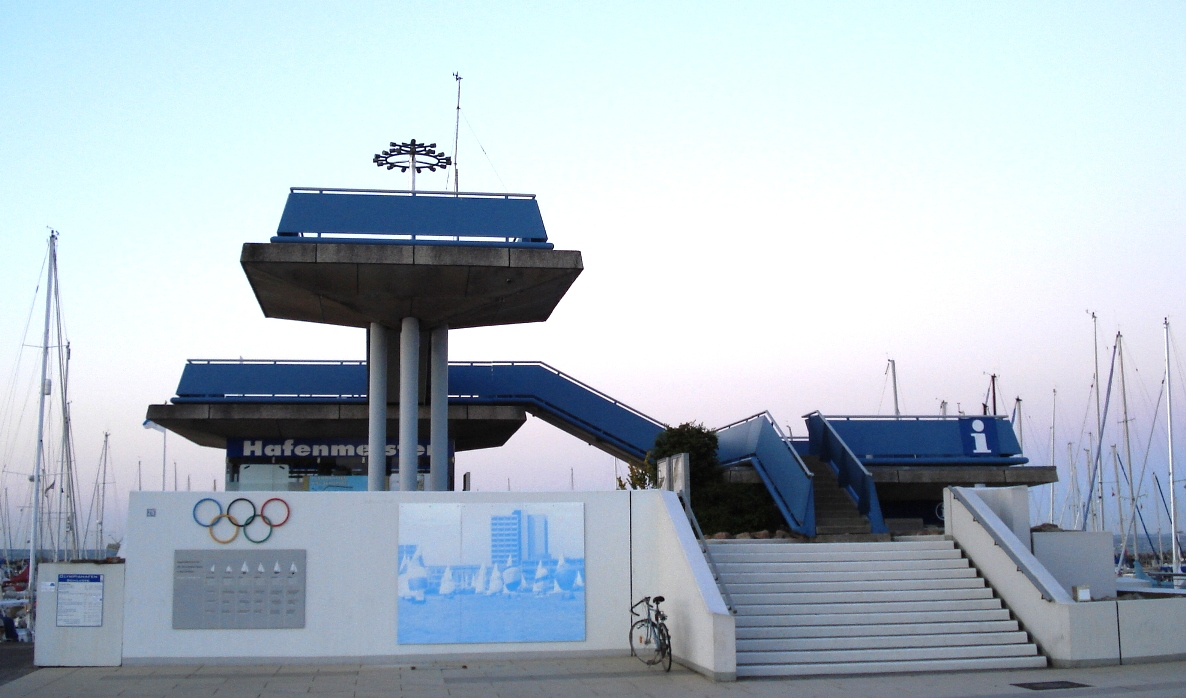
Olympiazentrum Kiel – Austragungsort der Wettbewerbe im Segeln

| Wettbewerbe und Zeitplan Segeln | Wettbewerbe und Zeitplan Segeln | Wettbewerbe und Zeitplan Segeln | Wettbewerbe und Zeitplan Segeln | Wettbewerbe und Zeitplan Segeln | Wettbewerbe und Zeitplan Segeln | Wettbewerbe und Zeitplan Segeln | Wettbewerbe und Zeitplan Segeln | Wettbewerbe und Zeitplan Segeln | Wettbewerbe und Zeitplan Segeln | Wettbewerbe und Zeitplan Segeln | Wettbewerbe und Zeitplan Segeln |
| Wettbewerbe                     | August / September              | August / September              | August / September              | August / September              | August / September              | August / September              | August / September              | August / September              | August / September              | August / September              | August / September              |
| Wettbewerbe                     | 29.                             | 30.                             | 31.                             | 01.                             | 02.                             | 03.                             | 04.                             | 05.                             | 06.                             | 07.                             | 08.                             |
| ------------------------------- | ------------------------------- | ------------------------------- | ------------------------------- | ------------------------------- | ------------------------------- | ------------------------------- | ------------------------------- | ------------------------------- | ------------------------------- | ------------------------------- | ------------------------------- |
| Finn-Dinghy                     | 1                               | 2                               | 3                               | 4                               |                                 |                                 | 5                               | 6                               |                                 |                                 | 7                               |
| Flying Dutchman                 | 1                               | 2                               | 3                               | 4                               |                                 |                                 | 5                               | 6                               |                                 |                                 | 7                               |
| Star                            | 1                               | 2                               | 3                               | 4                               |                                 |                                 | 5                               | 6                               |                                 |                                 | 7                               |
| Tempest                         | 1                               | 2                               | 3                               | 4                               |                                 |                                 | 5                               | 6                               |                                 |                                 | 7                               |
| Drachen                         | 1                               | 2                               | 3                               | 4                               |                                 |                                 | 5                               |                                 |                                 |                                 | 6                               |
| Soling                          | 1                               | 2                               | 3                               | 4                               |                                 |                                 | 5                               |                                 |                                 |                                 | 6                               |

| 000 | Wettfahrten |

## Bilanz

### Medaillenspiegel
| Platz  | Land           | Goldmedaille – Olympiasieger | Silbermedaille – 2. Platz | Bronzemedaille – 3. Platz | Medaillen – Gesamt |
| ------ | -------------- | ---------------------------- | ------------------------- | ------------------------- | ------------------ |
| 1      | Australien     | 2                            | –                         | –                         | 2                  |
| 2      | Frankreich     | 1                            | 1                         | –                         | 2                  |
| 2      | Großbritannien | 1                            | 1                         | –                         | 2                  |
| 4      | USA            | 1                            | –                         | 2                         | 3                  |
| 5      | Sowjetunion    | 1                            | –                         | 1                         | 2                  |
| 6      | Schweden       | –                            | 2                         | –                         | 2                  |
| 7      | Griechenland   | –                            | 1                         | –                         | 1                  |
| 7      | DDR            | –                            | 1                         | –                         | 1                  |
| 9      | BR Deutschland | –                            | –                         | 2                         | 2                  |
| 10     | Kanada         | –                            | –                         | 1                         | 1                  |
| Gesamt | Gesamt         | 6                            | 6                         | 6                         | 18                 |

### Medaillengewinner
| Disziplin       | Gold                                                          | Silber                                                          | Bronze                                                       |
| --------------- | ------------------------------------------------------------- | --------------------------------------------------------------- | ------------------------------------------------------------ |
| Finn-Dinghy     | Serge Maury (FRA)                                             | Ilias Chatzipavlis (GRE)                                        | Wiktor Potapow (URS)                                         |
| Flying Dutchman | Großbritannien Rodney Pattison Christopher Davies             | Frankreich Yves Pajot Marc Pajot                                | BR Deutschland Ullrich Libor Peter Naumann                   |
| Star            | Australien David Forbes John Anderson                         | Schweden Pelle Petterson Stellan Westerdahl                     | BR Deutschland Willi Kuhweide Karsten Meyer                  |
| Tempest         | Sowjetunion Walentin Mankin Witalij Dyrdyra                   | Großbritannien Alan Warren David Hunt                           | Vereinigte Staaten Glen Foster Peter Dean                    |
| Drachen         | Australien John Cuneo Thomas Anderson John Shaw               | DDR Paul Borowski Konrad Weichert Karl-Heinz Thun               | Vereinigte Staaten Donald Cohan Charles Horter John Marshall |
| Soling          | Vereinigte Staaten Harry Melges William Bentsen William Allen | Schweden Stig Wennerström Bo Knape Stefan Krook Lennart Roslund | Kanada David Miller John Ekels Paul Côté                     |

## Ergebnisse

### Finn-Dinghy
| Platz | Land | Athlet                  | Punkte |
| ----- | ---- | ----------------------- | ------ |
| 1     | FRA  | Serge Maury             | 58,0   |
| 2     | GRE  | Ilias Chatzipavlis      | 71,0   |
| 3     | URS  | Wiktor Potapow          | 74,7   |
| 4     | AUS  | John Bertrand           | 76,7   |
| 5     | SWE  | Thomas Lundqvist        | 81,0   |
| 6     | FIN  | Kim Weber               | 85,7   |
| 7     | GDR  | Hans-Christian Schröder | 91,0   |
| 8     | HUN  | György Fináczy          | 94,0   |

Teilnehmer: 35 Segler

### Flying Dutchman
| Platz | Land | Athleten                                 | Punkte |
| ----- | ---- | ---------------------------------------- | ------ |
| 1     | GBR  | Rodney Pattison Christopher Davies       | 22,7   |
| 2     | FRA  | Yves Pajot Marc Pajot                    | 40,7   |
| 3     | FRG  | Ullrich Libor Peter Naumann              | 51,1   |
| 4     | BRA  | Reinaldo Conrad Burkhard Cordes          | 62,4   |
| 5     | YUG  | Anton Grego Simo Nikolić                 | 63,7   |
| 6     | URS  | Wladimir Leontjew Waleri Subanow         | 67,7   |
| 7     | DEN  | Hans Fogh Ulrik Brock                    | 74,4   |
| 8     | AUS  | Francis Mark Bethwaite Timothy Alexander | 75,7   |

Teilnehmer: 29 Mannschaften
 Die Olympiasieger Pattison und Davies konnten vier von sieben Wettfahrten für sich entscheiden.

### Star
| Platz | Land | Athleten                                     | Punkte |
| ----- | ---- | -------------------------------------------- | ------ |
| 1     | AUS  | David Forbes John Anderson                   | 28,1   |
| 2     | SWE  | Pelle Petterson Stellan Westerdahl           | 44,0   |
| 3     | FRG  | Willi Kuhweide Karsten Meyer                 | 47,7   |
| 4     | BRA  | Jörg Bruder Jan Willem Aten                  | 52,7   |
| 5     | ITA  | Flavio Scala Mauro Testa                     | 58,4   |
| 6     | PRT  | Antonio Mardel Correia Ulrich Henrique Anjos | 68,4   |
| 7     | GBR  | Stuart Jardine John Wastall                  | 68,7   |
| 8     | HUN  | András Gosztonyi György Holovits             | 74,0   |

Teilnehmer: 18 Mannschaften

### Tempest
| Platz | Land | Athleten                           | Punkte |
| ----- | ---- | ---------------------------------- | ------ |
| 1     | URS  | Walentin Mankin Witalij Dyrdyra    | 28,1   |
| 2     | GBR  | Alan Warren David Hunt             | 34,4   |
| 3     | USA  | Glen Foster Peter Dean             | 47,7   |
| 4     | SWE  | John Albrechtson Ingvar Hansson    | 57,4   |
| 5     | HOL  | Bernard Staartjes Kees Kurpershoek | 58,7   |
| 6     | NOR  | Peder Lundejr Aksel Gresvig        | 70,0   |
| 7     | BRA  | Mario Buckup Peter Ficker          | 73,7   |
| 8     | IRL  | David Wilkins Sean Whitaker        | 74,7   |

Teilnehmer: 21 Mannschaften

### Drachen
| Platz | Land | Athleten                                          | Punkte |
| ----- | ---- | ------------------------------------------------- | ------ |
| 1     | AUS  | John Cuneo Thomas Anderson John Shaw              | 13,7   |
| 2     | GDR  | Paul Borowski Konrad Weichert Karl-Heinz Thun     | 41,7   |
| 3     | USA  | Donald Cohan Charles Horter John Marshall         | 47,7   |
| 4     | FRG  | Franz Heilmeier Richard Kuchler Konrad Glas       | 47,7   |
| 5     | NZL  | Ronald Watson Noel Everett Fraser Beer            | 51,0   |
| 6     | SWE  | Jörgen Sundelin Peter Sundelin Ulf Sundelin       | 67,4   |
| 7     | DEN  | Poul Høj Jensen Frank Høj Jensen Gunnar Dahlgaard | 68,0   |
| 8     | FIN  | Kurt Nyman Göran Schauman Antero Sotamaa          | 68,7   |

Teilnehmer: 23 Mannschaften
 Die Olympiasieger aus Australien gewannen drei von sechs Wettfahrten.

### Soling
| Platz | Land | Athleten                                                    | Punkte |
| ----- | ---- | ----------------------------------------------------------- | ------ |
| 1     | USA  | Harry Melges William Bentsen William Allen                  | 8,7    |
| 2     | SWE  | Stig Wennerström Bo Knape Stefan Krook Lennart Roslund      | 31,7   |
| 3     | CAN  | David Miller John Ekels Paul Côté                           | 47,1   |
| 4     | FRA  | Jean Marie le Guillou Bernard Drubay Jean-Yves Pellerin     | 53,0   |
| 5     | GBR  | John Oakeley Charles Reynolds Barry Dunning                 | 54,7   |
| 6     | BRA  | Axel Schmidt-Preben Patrick Mascarenhas Erik Schmidt-Preben | 64,7   |
| 7     | URS  | Timir Pinegin Walentin Samotaikin Rais Galimow              | 65,0   |
| 8     | POL  | Zygfryd Perlicki Józef Blaszczyk Stefan Stefanski           | 75,0   |

Teilnehmer: 26 Mannschaften
 Die Olympiasieger aus den USA gewannen drei von sechs Wettfahrten.